# Eustachys swalleniana
Eustachys swalleniana är en gräsart som beskrevs av Ana María Molina. Eustachys swalleniana ingår i släktet Eustachys och familjen gräs. Inga underarter finns listade i Catalogue of Life.